# Schilter
Pour l’article homonyme, voir Johann Schilter.
Schilter était un constructeur suisse de véhicules de transport agricole. Le constructeur de Stans est considéré comme un pionnier dans le domaine de l'agriculture mécanisée en montagne et  a produit jusqu'à un millier de véhicules par an.

## Histoire
Thomas Schilter a fondé en 1952 avec son frère Josef et son père Alois une petite entreprise d'ingénierie dans la Schmiedgasse à Stans. En 1958, ils ont introduit le premier véhicule de transport agricole. C’était un véhicule simple, facile à entretenir et à réparer. Avec son moteur à essence de 9 chevaux, Schilter a cherché à remplacer le Einachsmotormäher de Triebachsanhänger.
Dans les années 1960, 270 employés dans le nouveau hall de montage de la Stansstaderstrasse, produisaient 1000 véhicules par an, certains exportés en Scandinavie. La société a présenté son concept innovant de tracteur à traction intégrale. 
En difficulté financière dans les années 1970, la Banque cantonale de Nidwald en prend le contrôle en 1975 et le fondateur quitte la société. Mise en faillite en 1976, elle est rachetée par Müller Martini (de) qui cesse la production des véhicules à Stans en 1980.